# 舘昭
舘 昭（たち あきら、1948年1月1日-　）は、日本の教育行政学者、桜美林大学名誉教授。
東京生まれ。1972年東京大学教育学部教育行政学科卒業、1977年同大学院博士課程満期退学。この間、1976年3月から（1978年3月まで）『東京大学百年史』の編集に携わる。
1978年4月奈良教育大学助教授に就き、放送教育開発センター助教授、大学評価・学位授与機構教授を経て、2004年より桜美林大学教授。2009年より2年間日本高等教育学会会長をつとめる。
2018年3月末日をもって桜美林大学を退職、名誉教授の称号を得る。

## 著書
- 『現代学校論 アメリカ高等教育のメカニズム』放送大学教育振興会 1995
- 『大学改革日本とアメリカ』玉川大学出版部 1997
- 『原点に立ち返っての大学改革』東信堂 2006
- 『改めて「大学制度とは何か」を問う』東信堂 2007
- 『原理原則を踏まえた大学改革を 場当たり策からの脱却こそグローバル化の条件』東信堂 2013
- 『東京帝国大学の真実―日本近代大学形成の検証と洞察』東信堂、2015

### 共編著
- 『子供観』編著 放送大学教育振興会 1991
- 『転換する大学政策』編 玉川大学出版部 シリーズ「現代の高等教育」 1995
- 『短大ファーストステージ論』高鳥正夫共編著 東信堂 1998
- 『短大からコミュニティ・カレッジへ 飛躍する世界の短期高等教育と日本の課題』編著 東信堂 2002
- 『学士課程教育の改革』絹川正吉共編著 東信堂 講座「21世紀の大学・高等教育を考える」 2004
- 『岐路に立つ大学』岩永雅也共編著 放送大学教育振興会 2004
- 『大学事典』児玉善仁ほか共編 平凡社 2018. ISBN 978-4582121025

### 翻訳
- H.R.ケルズ『大学評価の理論と実際 自己点検・評価ハンドブック』喜多村和之,坂本辰朗共訳 東信堂 1998
- D.T.セイモア『大学個性化の戦略 高等教育のTQM』森利枝共訳 玉川大学出版部 2000